# Russell Procope

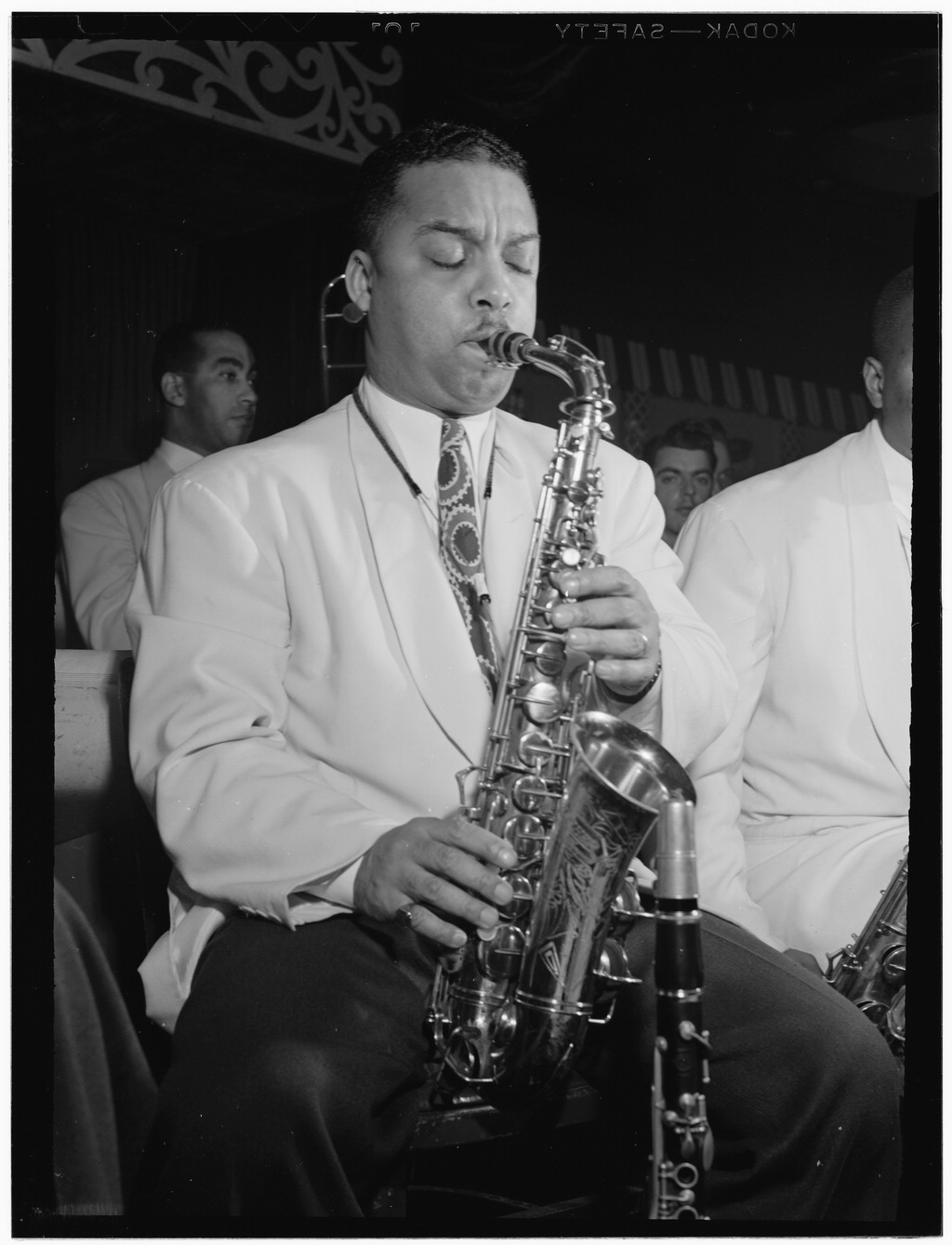
Russell Procope

Russell Procope (* 11. August 1908 in New York City; † 21. Januar 1981 ebenda) war ein US-amerikanischer Jazz-Klarinettist und Altsaxophonist, bekannt für seine lange Mitgliedschaft in Duke Ellingtons Orchester, wo er neben Jimmy Hamilton auch als Solo-Klarinettist zu hören war.

## Die frühen Jahre
Procope wuchs in San Juan Hill (Manhattan) auf, wo er mit Benny Carter zur Schule ging. Sein erstes Instrument war die Violine, die er mit sechs Jahren spielte, dann wechselte er zur Klarinette und zum Altsaxophon. Im Alter von zwanzig Jahren begann er professionell zu spielen, zunächst mit Billy Freeman 1926 und mit Jelly Roll Morton 1928, danach spielte er mit Bands von Benny Carter, Chick Webb, Fletcher Henderson, Tiny Bradshaw, Teddy Hill und Willie Bryant.
Im Jahr 1938 ersetzte Procope  Pete Brown in John Kirbys Sextett, in dem er bis 1945 Altsaxophon spielte (mit einer kurzen Unterbrechung durch seine Einberufung zur US Army). Durch sein Wirken bei Kirby wurde Procope erst bekannt. 1938 spielte er in der Studioband des „Jazzbarons“ Timme Rosenkrantz.

## In der Ellington Band und danach
Procope wurde 1946 Mitglied des Ellington Orchesters, nachdem er den Platz von Otto Hardwick für eine Gig in Worcester (Massachusetts) übernommen hatte, und blieb bis zu  Ellingtons Tod im Jahr 1974 in der Band. Wie alle Mitglieder der Ellington-Bläsergruppe (außer dem Altsaxophonisten   Johnny Hodges und dem Tenorsaxophonisten Paul Gonsalves) spielte Procope sowohl Saxophon wie auch Klarinette, und dies war das Instrument, mit dem ihn Ellington vorzugsweise verwendete. Obwohl er ein fähiger Saxophonist sowohl auf dem Tenor- wie auf dem Altsaxophon war, wurde Procope am meisten für seine Klarinettensolos bewundert, ein warmer Kontrast zu der Bläsergruppe um Jimmy Hamilton. Der Kontrast zwischen den beiden Klarinettisten kann auf Ellingtons dreiteiliger Suite „Idiom '59“ gehört werden; Ellington überließ Procope das Solo für den langsameren Anfangsteil, bevor Hamilton sein erstes Klarinettensolo und das überleitende Blues Solo zu dem mehr swingenden zweiten Teil spielt. Procope war auch persönlich bei Ellington und den Bandmitgliedern für seine Zuverlässigkeit hoch angesehen, wie Ellington in seiner Autobiographie Music is My Mistress schrieb, „an utterly sober and reliable musician, always to be depended upon.“
Nach Ellingtons Tod tourte Procope mit dem Brooks Kerr Trio und spielte mit Sonny Greer. Von 1970 bis 1973 gewann er den Down Beat Critic’s Poll. 1976 spielte er noch mit Wild Bill Davis und Chris Barber in England.
Neben den Aufnahmen mit der Duke Ellington Band spielte Russell Procope außerdem mit Billy Strayhorn, Ella Fitzgerald, Fletcher Henderson, John Kirby, Lionel Hampton, maxine Sullivan und Teddy Hill Alben ein.
Russell Procope verarbeitete in seinem Klarinetten-Stil Einflüsse von Omer Simeon, Sidney Bechet und Johnny Dodds, vor allem aber von seinem Vorgänger bei Ellington: Barney Bigard. Sein Spiel auf dem Altsaxophon ist von Benny Carter und Hilton Jefferson geprägt.